# Cinclode à longue queue
Cinclodes pabsti
Espèce
Statut de conservation UICN

 NT  : Quasi menacé
Le Cinclode à longue queue (Cinclodes pabsti) est une espèce de passereaux de la famille des Furnariidae.

## Répartition
Il est endémique au Brésil.

## Habitat
Il habite les zones de prairies tempérées.